# Anschutz Entertainment Group
Pour les articles homonymes, voir AEG.
Anschutz Entertainment Group (AEG) est une entreprise américaine spécialisée dans l'organisation d’événements musicaux, sportifs et de divertissements. Avec sa branche Presents, AEG est le deuxième organisateur de concerts au monde, mais produit aussi des artistes, organise des événements et opère plus de vingt-cinq festivals, dont Coachella et le New Orleans Jazz & Heritage Festival. L'entreprise est responsable de l'organisation de Rock en Seine, les tournées des Rolling Stones, de Kylie Minogue ou aussi de Céline Dion.
En France, AEG est depuis 2013 le deuxième actionnaire de la société d'économie mixte Société anonyme d’exploitation du Palais omnisports de Paris-Bercy (SAE POPB), qui gère l’AccorHotels Arena et le Bataclan. Il a porté ses parts de 32 % à 42 % en avril 2019,, puis à 48 % après la crise du Covid.

## Le groupe AEG

### Histoire
AEG est issu du groupe Anschutz Corporation, créé en 1958 aux Etats-Unis par Fred Anschutz, père de l’actuel dirigeant du groupe, Philip Anschutz. Initialement spécialisé dans les activités pétrolières, le groupe se tourne dans les années 1980 et 1990 vers l’exploitation des voies ferrées. Après avoir fait fructifier de nombreux investissements, dont la vente de Southern Pacific à Union Pacific en 1996, c’est vers le domaine du divertissement et des médias que le groupe investit massivement à la fin des années 1990.
C’est en 1994 que AEG est fondé afin de superviser les équipes sportives et les sites que la société possède et gère, notamment le Staples Center, le Forum et le Kodak Theatre. Durant les années suivantes, AEG investit dans des grands projets sportifs à Los Angeles, où l’entreprise a ses locaux mais aussi à l’international avec notamment The O2 Arena à Londres, dont la construction débute en 2003 mais aussi la Mercedes-Benz Arena et la Barclaycard Arena en Allemagne.  
En 2012, Philip Anschutz envisage la vente d’AEG avant de se rétracter et d’en conserver la propriété. En 2017, le groupe diversifie encore ses activités et investit dans l’esport et plus précisément dans la structure nord-américaine Immortals,
AEG dispose en 2019 d’un réseau de plus de 120 sites qu’il possède, exploite et programme partout dans le monde. C'est aussi en 2019 qu'AEG rachète les parts d'Outbox dans la technologie AXS qu'ils détenaient en commun. 
AEG figure parmi les 680 entreprises américaines à avoir obtenu un score parfait de 100 % à l'édition 2020 du Corporate Equality Index, un rapport publié annuellement par la Human Rights Campaign Foundation qui a pour objectif de classer les entreprises américaines en fonction du traitement réservé aux employés, consommateurs et investisseurs homosexuels, lesbiennes, bisexuels et transgenres. 

### Organisation
AEG regroupe plusieurs sociétés qui gèrent les différents secteurs d'activité du groupe.
- AEG Presents est la branche live de l’entreprise[17]. À l'échelle mondiale, cette branche de AEG fait la promotion et la production de tournées mondiales, de concerts régionaux et de festivals[18].
- AEG Sports pilote des équipes et épreuves sportives de basketball, hockey sur glace, football, esport, rugby[19].
- AEG Facilities possède et exploite un portefeuille de sites événementiels variés, comme des stades, des théâtres, des arènes ou bien encore de centres de congrès et d’expositions et des centres d’art. AEG fournit des services événementiels complets, de la billetterie et de la sécurité, aux barmen et placeurs. L'organisation emploie également des techniciens de lieux d'événements et du personnel de soutien des médias numériques. En 2019, AEG Facilities fusionne avec la société de portefeuille SMG pour donner naissance à ASM Global[20].
- AEG Real Estate pilote les projets immobiliers du groupe. L’objectif affiché est de revitaliser les quartiers sous-utilisés dans les grandes villes afin d’en faire des hubs commerciaux et de divertissement[21].
- AEG Global Partnerships commercialise l’ensemble des partenariats commerciaux et produits d’hospitalité liés aux actifs du groupe (salles, festivals et concerts, équipes et événements sportifs), auprès de plus de 1000 marques partenaires dans le monde[22].

## AEG dans le monde
AEG a pour principal concurrent Live Nation Entertainment.

### AEG en France
En France, AEG Facilities est depuis 2013 le deuxième actionnaire de la SAE POPB, il détenait alors 32 % des parts de l’AccorHotels Arena jusqu’en avril 2019, où AEG a porté ses parts à 42 %. 
AEG Presents dispose d’un bureau français depuis 2018, qui produit notamment les tournées d’Elton John, Céline Dion, Taylor Swift, Quincy Jones, Hugh Jackman ou Green Day et s’attache à développer un portefeuille d’artistes francophones parmi lesquels Polo & Pan ou encore Justice,.
AEG Presents France est par ailleurs responsable de l’organisation du festival Rock en Seine et compte sur la force de son groupe pour renforcer l’attractivité de ce festival auprès des nouvelles générations. 
AEG Sports pilote des équipes et épreuves sportives, notamment des matchs de basket ball de la NBA. Pour la première fois, le 24 janvier 2020, un match de NBA (les Charlotte Hornets contre les Milwaukee Bucks) est programmé à l’AccorHotels Arena à Paris, ouvrant ainsi le marché du basket à la capitale française. Début octobre 2019, à l’occasion de la prévente des billets pour ce premier match, plus de 128 000 personnes s’étaient déjà inscrits à la pré-réservation des billets,.

### AEG en Europe
En Europe, AEG Presents organise notamment les festivals British Summer Time Hyde Park et All Point East à Londres, ainsi que Rock en Seine en France, dont AEG est actionnaire à 50 %. Mais en Europe, les festivals sont soumis à une rude concurrence qui a conduit AEG à mutualiser les scènes, les artistes et la logistique de manière à pouvoir proposer ses spectacles vivants au meilleur prix. En Europe, c’est Jim King, nouveau directeur général des festivals européens, qui est chargé de développer de nouvelles opportunités dans l'espace du festival et de diriger tous les aspects artistiques et opérationnels de son portefeuille.
Au niveau sportif, AEG Sports pilote les équipes et épreuves sportives détenues ou gérées par AEG (basketball, hockey sur glace, football, eSports, cyclisme, rugby),,.
En Europe, les salles affiliées à AEG accueillent les clubs sportifs résidents suivants :
- Alba Berlin (basketball) et Eisbären Berlin (hockey sur glace) à la Uber Arena ;
- Hammarby et Djurgården (football) à la Tele2 Arena ;
- AIK et la sélection suédoise (football) à la Friends Arena ;
- AIK et Djurgården (hockey sur glace) à l’Avicii Arena.

AEG détient aussi la Barclays Arena à Hambourg, l’O2 Arena à Londres et la Mercedes-Benz Arena à Berlin.

### AEG aux Etats-Unis
Aux Etats-Unis, AEG organise vingt-deux festivals dans plusieurs États, dont Coachella en Californie. En 2018, ce dernier devient le festival de spectacle vivant le plus rentable au monde avec 114,6 millions de dollars. Le groupe détient aussi plus de 90 salles de spectacles et propose plus de 10 000 représentations par an.
Dans le domaine sportif, AEG est propriétaire de nombreuses équipes, notamment l’équipe de football des Los Angeles Galaxy, les Cyclones de Cincinnati, l’Ontario Reign mais aussi de complexes sportifs comme le Staples Center, stade des Lakers, des Kings, des Clippers de Los Angeles et des Sparks de Los Angeles.  